# Santa Clara de Buena Vista
Santa Clara de Buena Vista es una comuna argentina, ubicada en el sudoeste del departamento Las Colonias, provincia de Santa Fe, a 75 km de la capital provincial; conectada por las rutas provinciales RP 10 y la nacional RN 19.
La localidad cuenta con una población de, aproximadamente, cuatro mil habitantes, mientras que el distrito abarca un área de 53 mil hectáreas donde la actividad económica predominate es la agricultura: es una zona fundamentalmente cerealera. En segundo lugar, se ubica la lechería, a la que le sigue la ganadería.

## Santa Patrona
- Santa Clara de Asís, festividad: 11 de agosto

## Historia
Fue fundada el 14 de mayo de 1886 por el coronel Rodolfo Domínguez, quien le puso "Santa Clara" en honor a su esposa Clara Sa Pereira y "Buena Vista" porque la localidad está situada en una lomada y por eso es que tiene una buena vista.
Santa Clara de Buena Vista fue fundada en un campo perteneciente a la estancia Mingurá, propiedad de su esposa Clara Sa Pereira. En esas tierras heredadas se estableció el Pueblo y Colonia; tierras que recibieron la denominación Campo la Buena Vista. Al concretarse la fundación con el deseo de rendir homenaje a su señora esposa, el Coronel Domínguez llamó Colonia de Santa Clara de Buena Vista.

### Creación de la Comuna
- 2 de agosto de 1886

## Localidades y Parajes
- Santa Clara de Buena Vista 3,115 habitantes (Indec, 2022)
- Parajes
  - Campo Quiñones
  - Coronel Rodríguez
  - Campo Colla

## Expo Santa Clara
La exposición agroindustrial, comercial, de servicios y microemprendimientos que se desarrolla, tiene lugar en el centro geográfico de la provincia de Santa Fe y expresa el trabajo de cuatro Departamentos: Las Colonias, San Jerónimo, San Martín y Castellanos.
Expo Santa Clara 2005 constituye la muestra más importante de la región.
Comprende una exposición agroindustrial y comercial, además de ser punto de encuentro entre la oferta y la demanda, creando un ámbito que permite al empresariado, encontrarse directamente con los consumidores para hacerles conocer y ofrecerles su potencial.
Es parte de la muestra la exposición de maquinarias, informática, telefonía, viveros, editoriales, elementos para riego, insumos agrícolaganaderos, automotores, seguros, lácteos, microemprendimientos, moda, artesanías, muebles, lajas y mármoles, servicios rurales.

## Economía
Una de las principales industrias presentes en Santa Clara de Buena Vista es Don Ángel, dedicada a la elaboración de dulce de leche y queso por Miguel.

## Educación
- Escuela Primaria Jose Ingenieros
- Escuela Media Particular Incorporada 8161 Mariano Moreno

### Entidades Deportivas
- Santa Clara Foot Ball Club
- Complejo de Pileta "Mariano Moreno"
- Club. Atlét. Social y Deportivo Sacachispas
- Urbano Polo Club
- Padel Park

## Certamen Argentino de Motociclismo, CAM
Se desarrolla una fecha, en el Circuito de tierra. Llamada la "Catedral del motociclismo en óvalo de tierra"
El CAM, Certamen Argentino de Motociclismo, es la expresión máxima deportiva en óvalos de tierra compactada del país.
La disciplina surgió en Santa Fe hace más de 50 años como campeonatos zonales aislados. El 14 de abril de 1978 se funda formalmente el Certamen Argentino de Motociclismo y hoy con más de 37 
años de historia, ha dado a la provincia relieve nacional e internacional.
De los circuitos de óvalos santafesinos se formaron y nacieron los mejores pilotos de Argentina. En un pasado reciente el rafaelino Sebastián Porto llegó a ser subcampeón del mundo en 250cc y en la actualidad el cordobés Leandro Mercado ha demostrado con su título mundial en Categoría SuperStock 1000 en el Campeonato de SuperBike, los pergaminos cosechados en su crecimiento dentro de los óvalos. Mercado comenzó y aprendió con el CAM y es el único argentino campeón del mundo de la historia.
Organiza la Asociación Cooperadora del Instituto de Enseñanza Secundaria Mariano Moreno. Esta será la edición N.º 50 en la historia de esta localidad santafesina, con la realización de carreras de este tipo (el CAM se fundó en 1978).
Se corre en el circuito David Dondoni (h), de 630 metros de extensión, ubicado en el ingreso a la localidad, a la vera de la Ruta Provincial N.º 10, con nuevas instalaciones de sanitarios para esta oportunidad.

## Radio, Televisión e Internet
- Cablenet
- FIBERCOM Servicios de Internet
- Radio: FM 90.5 MHz
- diario Digital: www.elregionalnoticias.com.ar

## Parroquias de la Iglesia católica en Santa Clara de Buena Vista
| Arquidiócesis | Santa Fe de la Vera Cruz |
| ------------- | ------------------------ |
| Parroquia     | Santa Clara de Asís      |